# En kväll att minnas
En kväll att minnas (engelska: Remember the Night) är en amerikansk romantisk komedifilm från 1940 i regi av Mitchell Leisen, med originalmanus av Preston Sturges. I huvudrollerna ses Barbara Stanwyck och Fred MacMurray. 

## Handling
Lee Leander (Barbara Stanwyck) försöker stjäla ett smycke hos en juvelerare i New York. Åklagaren John Sargeant (Fred MacMurray) ser till att rättegången skjuts upp till efter den annalkande julen. När det visar sig att båda kommer från Indiana erbjuder John henne skjuts dit över julen. Resan bjuder på en del äventyr och under julfirandet hinner de bli kära. Men den kommande rättegången är oundviklig.

## Rollista i urval
- Barbara Stanwyck - Lee Leander
- Fred MacMurray - John Sargent
- Beulah Bondi - Mrs. Sargent
- Elizabeth Patterson - tant Emma
- Willard Robertson - Francis X. O'Leary
- Sterling Holloway - "Chilly" Willie Simms
- Charles Waldron - domaren i New York
- Paul Guilfoyle - distriktsåklagare, Johns chef
- Charles Arnt - Tom
- Fred 'Snowflake' Toones - Rufus, Johns betjänt
- Tom Kennedy - "Fat" Mike
- Georgia Caine - Lees mor
- John Wray - Hank, bonde
- Thomas W. Ross - Mr. Emory, domare på landet
- Virginia Brissac - Mrs. Emory
- Spencer Charters - domare